# ディエゴ・モレノ
ディエゴ・ラファエル・モレノ（Diego Rafael Moreno, 1987年7月21日 - ）は、ベネズエラ・ミランダ州ブリオン市イゲローテ出身のプロ野球選手（投手）。

## 経歴

### プロ入りとパイレーツ傘下時代
2006年8月21日にピッツバーグ・パイレーツと契約。
2007年、ルーキー級ベネズエラン・サマーリーグ・パイレーツでプロデビュー。13試合に登板して1勝0敗2セーブ・防御率2.42・16奪三振の成績を残した。
2008年もルーキー級ベネズエラン・サマーリーグ・パイレーツでプレーし、7試合（先発6試合）に登板して3勝1敗・防御率0.87・21奪三振の成績を残した。
2009年4月30日にFAとなったが、6月18日に再びパイレーツとマイナー契約を結んだ。A-級ステート・カレッジ・スパイクスで2試合に登板後、A級ウェストバージニア・パワーへ昇格。A級ウェストバージニアでは18試合に登板して1勝3敗5セーブ・防御率3.20・57奪三振の成績を残した。オフにはベネズエラン・ウィンターリーグのアギラス・デル・スリアでプレーした。
2010年はA+級ブレイデントン・マローダーズで開幕を迎え、11試合に登板。3勝0敗・防御率1.37と好投し、5月24日にAA級アルトゥーナ・カーブへ昇格。昇格後は1試合に登板したが、5月28日に7日間の故障者リスト入りした。6月23日に故障者リストから外れ、6試合に登板したが、試合中のブルペンでファンとキスし、「プロにふさわしくない振る舞い」として1週間の出場停止処分を受けた。7月21日にA+級ブレイデントンへ降格。12試合に登板して防御率0.75と好投していたが、8月26日に右肩の故障で7日間の故障者リスト入りし、そのままシーズンを終えた。この年もベネズエラン・ウィンターリーグに参加し、アギラス・デル・スリアでプレー。
2011年もA+級ブレイデントンで開幕を迎え、15試合に登板後、5月23日にAA級アルトゥーナへ昇格。AA級アルトゥーナでは7試合に登板したが、防御率4.91と結果を残せず、7月9日にA+級ブレイデントンへ降格した。降格後は19試合に登板して1勝1敗3セーブ・防御率1.56と好投した。オフには3年連続でベネズエラン・ウィンターリーグに参加。アギラス・デル・スリアで17試合に登板した。

### ヤンキース時代
2012年2月19日にA.J.バーネットとのトレードで、ニューヨーク・ヤンキースへ移籍。しかし右肘の故障で、4月27日にトミー・ジョン手術を行い、シーズンを全休した。
2013年は前年の手術の影響で出遅れ、6月にようやくA+級タンパ・ヤンキースで移籍後初登板を果たした。A+級タンパで18試合に登板後、8月3日にAA級トレントン・サンダーへ昇格。6試合に登板して1勝0敗・防御率0.96・12奪三振の成績を残した。
2014年はAA級トレントンで開幕を迎え、5試合に登板。1勝0敗4セーブ・防御率1.29と好投し、4月25日にAAA級スクラントン・ウィルクスバリ・レイルライダースへ昇格。昇格後は10試合に登板したが、5月31日に7日間の故障者リスト入りした。6月24日に故障者リストから外れたが、7月16日にAA級トレントンへ降格。AA級トレントンでは3試合に登板して0勝0敗2セーブ・防御率0.00の好投をみせ、7月27日にAAA級スクラントン・ウィルクスバリへ再昇格。AAA級スクラントン・ウィルクスバリでは13試合に登板して0勝1敗・防御率3.10成績を残した。オフには3年ぶりにベネズエラン・ウィンターリーグに参加。アギラス・デル・スリアで24試合に登板した。
2015年はメジャーのスプリングトレーニングに初参加。AAA級スクラントン・ウィルクスバリで19試合に登板後、6月22日にヤンキースとメジャー契約を結んだ。同日のフィラデルフィア・フィリーズ戦でメジャーデビュー。5点ビハインドの7回表から登板し、1回を2安打無失点2奪三振に抑えた。2試合目の登板となった6月24日のフィリーズ戦では、10点リードの9回表から登板したが、1回を3安打2失点1四球と結果を残せず、24日にAAA級スクラントン・ウィルクスバリへ降格。AAA級スクラントン・ウィルクスバリで7試合に登板後、7月28日にメジャーへ再昇格。同日のテキサス・レンジャーズ戦で、初回2死で降板したクリス・カプアーノに代わり登板。直後の2回表に大量11点の援護をもらったモレノは、5.1回を無安打無失点1四球5奪三振に抑え、メジャー初勝利を挙げた。しかし、続く8月1日のシカゴ・ホワイトソックス戦で3回を4安打4失点1本塁打と打ち込まれると、翌2日に右肘の故障で15日間の故障者リスト入りした。8月13日に60日間の故障者リストへ異動し、そのままシーズンを終えた。この年は4試合に登板し、1勝0敗、防御率5.23だった。オフの11月2日に40人枠から外れ、AAA級スクラントン・ウィルクスバリへ降格した。11月6日にFAとなったが、30日にマイナー契約を結び、翌年のスプリングトレーニングに招待選手として参加することになった。
2016年はAA級トレントンで4試合、AAA級スクラントン・ウィルクスバリで28試合に登板したが、メジャー昇格の機会はなく、8月19日に自由契約となった。

### レイズ時代
2016年12月22日、タンパベイ・レイズとマイナー契約を結び、2017年のスプリングトレーニングに招待選手として参加することになった。
2017年の開幕は傘下のAAA級ダーラム・ブルズで迎えた。5月9日にメジャー契約を結んでアクティブ・ロースター入りした。5月24日に10日間の故障者リスト入りし、6月26日に60日間へ移行した。7月27日にダン・ジェニングスとルーカス・ドゥーダの加入に伴ってDFAとなった。

### インディアンス傘下時代
2017年7月29日にウェイバー公示を経てクリーブランド・インディアンスへ移籍した。移籍後は傘下のAAA級コロンバス・クリッパーズでプレーしていたが、8月26日にDFAとなり、29日にマイナー契約に切り替わった。

### 阪神タイガース時代
2017年12月11日に、NPBの阪神タイガースが、モレノとの入団契約で合意したことを発表した。背番号は48で、推定年俸5,700万円の1年契約。なお球団では、モレノの獲得と前後して、3人の外国人投手（エースのランディ・メッセンジャー、セットアッパーのマルコス・マテオ、クローザーのラファエル・ドリス）の残留を発表した。さらに、4番打者候補としてウィリン・ロサリオ、育成を目的に左腕投手の呂彦青とも新たに契約している。

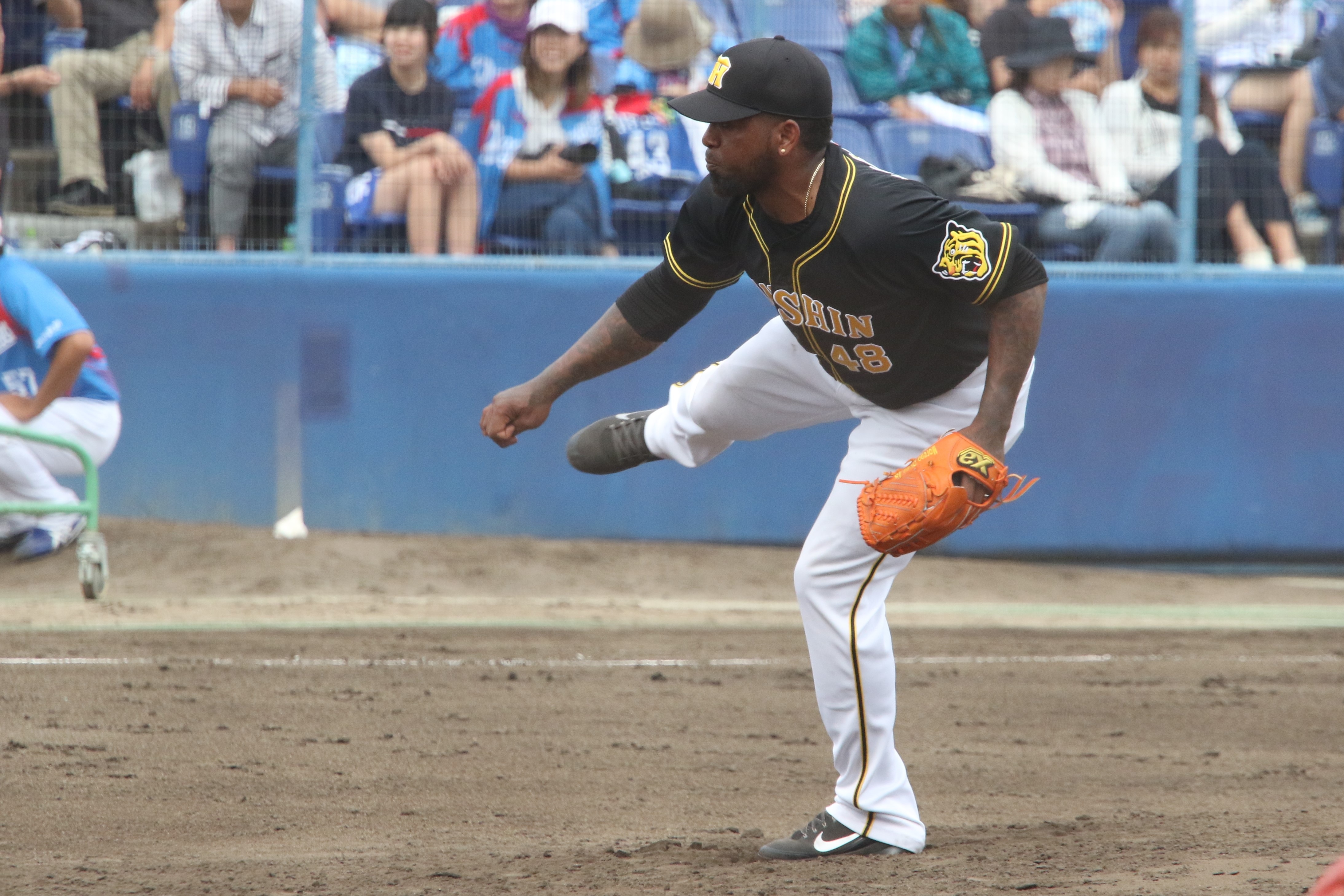
阪神タイガース時代
（2018年5月26日、ナゴヤ球場にて）

2018年は、オープン戦4試合の救援登板で無失点をマークしたが、一軍で同時に登録できる投手を3人までに限っている外国人枠との兼ね合いで、公式戦の開幕を二軍で迎えた。しかし、マテオが母国に住む夫人の出産へ立ち会うことを理由に4月26日付で出場選手登録を抹消。一軍が4月28日以降に9連戦を予定していることを背景に、同日の対広島東洋カープ戦（MAZDA Zoom-Zoom スタジアム広島）8回裏に一軍公式戦への初登板を果たした。その後も3試合に救援で登板したが、マテオの再来日を機に、5月8日付で登録を抹消。しかし、マテオが再来日後に右肩痛を発症したため、5月27日に再登録を果たした。シーズン終了後ウェイバー公示されたが、獲得を希望する球団はなく、10月31日付けで自由契約公示された。

### メキシカンリーグ時代
2019年6月、メキシカンリーグに所属するドゥランゴ・ジェネラルズと契約を結んだ。5試合に先発登板し3勝0敗、防御率5.68の成績を残した。

### 独立リーグ時代
2021年3月15日、この年からアトランティックリーグに加盟したウェストバージニア・パワーと契約を結んだ。9試合に登板し5セーブ、防御率3.38の成績を残した。

### ナショナルズ傘下時代
2021年7月4日にワシントン・ナショナルズとマイナー契約を結んだ。AA級ハリスバーグ・セネターズで4試合に登板して0勝1敗、防御率2.84、AAA級ロチェスター・レッドウイングスで20試合に登板して0勝1敗、防御率2.37の成績を残した。オフの11月7日にFAとなった。

### 独立リーグ時代
2022年3月15日にアトランティックリーグのケンタッキー・ワイルドヘルス・ゲノムスと契約を結んだ。

### メキシカンリーグ時代
2022年6月21日、メキシカンリーグのドゥランゴ・ジェネラルズと契約を結び、チームに3年ぶりに復帰した。

## 選手としての特徴・人物
最速153km/hのストレートを軸に、チェンジアップ、カーブ、縦スライダーを操る。K/9がマイナー通算で9.23、MLB通算でも7.88を記録するなど奪三振能力が高い。
元埼玉西武ライオンズのエルネスト・メヒアとは同郷の仲であり、阪神との正式契約以前にもメヒアから日本に関する情報収集を行っていた。

## 詳細情報

### 年度別投手成績
| 年 度    | 球 団    | 登 板 | 先 発 | 完 投 | 完 封 | 無 四 球 | 勝 利 | 敗 戦 | セ 丨 ブ | ホ 丨 ル ド | 勝 率 | 打 者 | 投 球 回 | 被 安 打 | 被 本 塁 打 | 与 四 球 | 敬 遠 | 与 死 球 | 奪 三 振 | 暴 投 | ボ 丨 ク | 失 点 | 自 責 点 | 防 御 率 | W H I P |
| -------- | -------- | ----- | ----- | ----- | ----- | -------- | ----- | ----- | -------- | ----------- | ----- | ----- | -------- | -------- | ----------- | -------- | ----- | -------- | -------- | ----- | -------- | ----- | -------- | -------- | ------- |
| 2015     | NYY      | 4     | 0     | 0     | 0     | 0        | 1     | 0     | 0        | 0           | 1.000 | 45    | 10.1     | 9        | 1           | 3        | 0     | 2        | 8        | 1     | 0        | 6     | 6        | 5.23     | 1.16    |
| 2017     | TB       | 5     | 0     | 0     | 0     | 0        | 0     | 1     | 0        | 0           | .000  | 26    | 5.2      | 6        | 1           | 2        | 0     | 1        | 6        | 0     | 0        | 4     | 3        | 4.76     | 1.41    |
| 2018     | 阪神     | 8     | 0     | 0     | 0     | 0        | 0     | 0     | 0        | 3           | .000  | 28    | 6.2      | 8        | 0           | 3        | 1     | 0        | 6        | 0     | 0        | 2     | 2        | 2.70     | 1.65    |
| MLB：2年 | MLB：2年 | 9     | 0     | 0     | 0     | 0        | 1     | 1     | 0        | 0           | .500  | 71    | 16.0     | 15       | 2           | 5        | 0     | 3        | 14       | 1     | 0        | 10    | 9        | 5.06     | 1.25    |
| NPB：1年 | NPB：1年 | 8     | 0     | 0     | 0     | 0        | 0     | 0     | 0        | 3           | .000  | 28    | 6.2      | 8        | 0           | 3        | 1     | 0        | 6        | 0     | 0        | 2     | 2        | 2.70     | 1.65    |

- 2018年度シーズン終了時

### 記録
NPB
投手記録
- 初登板：2018年4月29日  対広島東洋カープ4回戦（MAZDA Zoom-Zoom スタジアム広島） 8回裏に4番手で救援登板、1回無失点
- 初奪三振：同上、8回裏に下水流昂から空振り三振
- 初ホールド：2018年4月30日  対広島東洋カープ5回戦（MAZDA Zoom-Zoom スタジアム広島） 7回裏に2番手で救援登板、1回無失点

### 背番号
- 64 （2015年 - 同年途中、2017年）
- 65 （2015年途中 - 同年終了）
- 48 （2018年）

### 登場曲
- 「Trepate (feat. Ez El Ezeta)」Sixto Rein Ft. Bad Bunny & Lary Over（2018年）